# Мухоловковый чекан
Мухоловковый чекан (лат. Namibornis herero) — африканский вид воробьинообразных птиц из семейства мухоловковых (Muscicapidae), выделяемый в монотипический род Namibornis. Этот чекан распространён от крайнего юго-запада Анголы (национальный парк Иона и близ Раукана южнее через откосы и сопредельные равнинные территории до центральной части Намибии. Птицы обитают в тропических и субтропических засушливых лесах, (низменных) травянистых равнинах и кустарниковых местностях, а также в засушливых саваннах. Длина тела — 17 см.